# Nothotalisia piranii
Nothotalisia piranii är en tvåhjärtbladig växtart som beskrevs av Wm. Thomas. Nothotalisia piranii ingår i släktet Nothotalisia och familjen Picramniaceae. Inga underarter finns listade.